# Hrabstwo Garfield (Montana)
Hrabstwo Garfield (ang. Garfield County) – hrabstwo w stanie Montana w Stanach Zjednoczonych. Według szacunków United States Census Bureau w roku 2023 miało 1211 mieszkańców. Siedzibą hrabstwa jest Jordan. Z gęstością zaludnienia 0,1 os./km² jest najsłabiej zaludnionym hrabstwem Montany i 5. najsłabiej zaludnionym w Stanach Zjednoczonych (poza Alaską). 97,5% mieszkańców to biała społeczność nielatynoska.
Hrabstwo Garfield wniosło znaczący wkład do zapisu paleontologicznego. W 1902 r. w pobliżu Jordan odkryto pierwszego na świecie zidentyfikowanego tyranozaura. Oprócz pełnej czaszki tyranozaura w Muzeum Hrabstwa Garfield, znajdują się pełnowymiarowy odlew triceratopsa, kopulasta czaszka stygimolocha, mała replika „Dueling Dinosaurs” znalezionych w hrabstwie Garfield i inne eksponaty dinozaurów. 

## Miasta
- Jordan

## Sąsiednie hrabstwa
- Hrabstwo Phillips – północny zachód
- Hrabstwo Valley – północ
- Hrabstwo McCone – wschód
- Hrabstwo Prairie – wschód
- Hrabstwo Custer – południowy wschód
- Hrabstwo Rosebud – południe
- Hrabstwo Petroleum – zachód